# A Shocking Accident
A Shocking Accident ist eine britische Kurzfilm-Komödie von James Scott aus dem Jahr 1982 mit Rupert Everett und Jenny Seagrove in den Hauptrollen. Der Film wurde 1983 mit einem Oscar ausgezeichnet.
Das Drehbuch geht auf eine Geschichte von Graham Greene zurück.

## Handlung
Als Jerome noch ein kleiner Junge war, hat man ihm erzählt, dass sein Vater bei einem sehr bizarren Unfall ums Leben gekommen sei. Der Junge hat große Probleme mit dieser Geschichte, da die Leute, die davon hören, fast immer höchst amüsiert reagieren. Für Jerome war sein Vater bisher so etwas wie ein Held, da er viel in der Welt unterwegs war und so die Phantasie des Jungen anregte. Jerome stellte sich vor, dass sein Vater mit Pistolen hantieren würde oder beim Secret Service ein wichtiger Mann sei. Als der Direktor seiner Schule, Jerome dann zu sich rief, um ihm zu eröffnen, dass sein Vater einen Unfall gehabt habe, schoss ihm durch den Kopf, dass er in einen Hagel von Maschinengewehrkugeln geraten sei oder etwas Ähnliches. Was der Direktor ihm dann jedoch erzählte, wurde für Jerome zum Trauma. Sein Vater, ein Reiseschriftsteller, war in Neapel in den ärmeren Vierteln zu Fuß unterwegs, als ein Balkon unter der Last eines zu schwer gewordenen Schweines brach, das unglücklicherweise direkt auf seinen Vater fiel. Schon damals fiel Jerome auf, dass der Direktor nur mit größter Mühe ein Lachen zurückhalten konnte, das ihn zu schütteln drohte. Ab diesem Zeitpunkt verspotteten ihn nicht nur seine Mitschüler, sondern  alle, die die Geschichte hörten, reagierten mehr oder minder amüsiert, obwohl dieses Ereignis für Jerome nur mit Tragik und Trauer verbunden ist. So flüchtete Jerome sich nach und nach in eine Phantasiegeschichte oder verweigerte sich ganz.
Er wächst zu einem gehemmten Wirtschaftsprüfer heran. Dann jedoch trifft er in Sally endlich einen Menschen, der ihm hilft, mit der Tragödie seiner Kindheit fertigzuwerden. Als sie die wahre Geschichte vom Tod seines Vaters hört, ist in ihren Augen ehrliches Entsetzen zu sehen, nicht der Schatten eines Lächelns huscht über ihr Gesicht. In diesem Moment klopfte sein Herz schneller vor Freude. Ihm ist, als hätte Sally die Angst, ehrlich über den Tod des Vaters zu sprechen, für immer von ihm genommen. Und noch etwas verbindet beide, auch Sally will wissen, was mit dem Schwein passiert ist, genau diese Frage richtete der kleine Jerome damals auch an seinen Schuldirektor.

## Produktion und Veröffentlichung
Es handelt sich um eine Produktion von Flamingo Pictures, National Film Finance Corporation (NFFC) in Kooperation mit Virgin. Der Verleih des Films fand durch Columbia-EMI-Warner statt.
Der Film lief erstmals im Oktober 1982 auf dem Chicago International Film Festival und anschließend allgemein in den Kinos der USA. Im Vereinigten Königreich wurde A Shocking Accident im April 1983 veröffentlicht.

## Auszeichnungen
- Auf dem Chicago International Film Festival 1982 war A Shocking Accident in der Kategorie „Bester Kurzfilm“ für einen Gold Hugo nominiert.
- James Scott erhielt 1983 eine Nominierung für den BAFTA Film Award in der Kategorie „Bester Kurzfilm“.
- Christine Oestreicher wurde 1983 mit dem Film in der Kategorie Bester Kurzfilm mit einem Oscar ausgezeichnet.[2]